# 米利亞姆·肖爾
米利亞姆·肖爾（英語：Miriam Shor，1971年7月25日—），是一位美國女演員和女明星，因曾參與電影《吃蛋糕的人》飾演Stephanie一角而眾人所知。

## 生平
肖爾出生於明尼蘇達州明尼亞波利斯，她的父親是猶太人，她曾形容自己是“半個猶太人，但沒有真正的宗教”。她已能流利的講義大利語，7歲時，她的父母離婚，她與她同住的母親移居至義大利杜林，以及她父親住所的底特律郊區之間，後來她在密西根大學B.F.A.戲劇裡接受教育。

## 個人生活
肖爾嫁給了美國男演員賈斯汀哈根，他們育有一子。

## 影視作品

### 電影
| 年分 | 中文譯名                     | 英文原名                       |
| ---- | ---------------------------- | ------------------------------ |
| 1945 | 慾海情魔                     | Mildred Pierce                 |
| 2000 | 神鬼願望                     | Bedazzled                      |
| 2001 | 搖滾芭比                     | Hedwig and the Angry Inch      |
| 2006 | 性愛巴士                     | Short Bus                      |
| 2007 | 吃蛋糕的人                   | The Cake Eaters                |
| 2020 | 失蹤的女孩：長島連續殺人事件 | Lost Girls                     |
| 2023 | 星際異攻隊3                  | Guardians of the Galaxy Vol. 3 |
| 2023 | 美国小说                     | American Fiction               |
| 2023 | 音乐大师                     | Maestro                        |

### 電視節目
| 年分  | 中文譯名 | 英文譯名 |
| ----- | -------- | -------- |
| 2012  | 良家美女 | GCB      |
| 2015- | 年輕一代 | Younger  |

## 外部連結
- 米利亞姆·肖爾在互联网电影资料库（IMDb）上的資料（英文）
- 米利亞姆·肖爾 （页面存档备份，存于）的Facebook的官網